# Krisztina Fazekas-Zur
Krisztina Fazekas-Zur (ur. 1 sierpnia 1980 w Budapeszcie) – węgierska kajakarka, dwukrotna mistrzyni olimpijska.

## Igrzyska Olimpijskie
W 2012 na igrzyskach olimpijskich w Londynie zdobyła złoty medal w konkurencji K-4 na dystansie 500 m. Cztery lata później w Rio de Janeiro obroniła mistrzostwo olimpijskie w tej samej konkurencji.